# Joseba Permach
Joseba Permach Martín (San Sebastián, 16 de julio de 1969) es un político español de ideología independentista vasca. Fue portavoz y coordinador de Herri Batasuna (1997-2001) y de Batasuna (2001-2003). Ejerció el cargo de concejal y portavoz de Herri Batasuna y Euskal Herritarrok en el Ayuntamiento de San Sebastián (1992-2000), y fue miembro del Parlamento Vasco (2004-2005) dentro del grupo parlamentario de Sozialista Abertzaleak.

## Biografía
Joseba Permach nació en San Sebastián en 1969. Durante su juventud fue un atleta de cierto nivel, habiendo llegado a ser campeón juvenil de Guipúzcoa en los 400 metros lisos. Ha realizado estudios de ciencias económicas y está casado. 

### Herri Batasuna
Comenzó joven su carrera política, pues ya en 1992 fue elegido concejal por HB en el ayuntamiento de San Sebastián. En 1995, con solo 26 años de edad, fue propuesto por su partido como candidato a la alcaldía de San Sebastián después de que su compañera de partido Begoña Garmendia lo abandonase tras el atentado que acabó con la vida del concejal del PP Gregorio Ordóñez. A este respecto, Permach dijo que «a Ordóñez no le mataron por ser concejal, sino por la ideología que tenía y por militar en el partido en que militaba».[cita requerida]
Por aquel entonces, Permach compatilizaba su labor política con sus estudios de Ciencias Económicas. En las elecciones municipales del 28 de mayo de 1995 es elegido, nuevamente, concejal en San Sebastián. En esta ocasión, Permach fue nombrado portavoz de HB en el consistorio hasta el final de la legislatura, en 1999.
En febrero de 1997 el juez Baltasar Garzón mandó detener a la Mesa Nacional de Herri Batasuna por un delito de colaboración con banda armada al difundir en las cuñas gratuitas de propaganda electoral un vídeo de ETA. Permach fue elegido junto con Arnaldo Otegi para ejercer la portavocía de Herri Batasuna mientras la dirección permaneciera encarcelada.
Los miembros de la Mesa Nacional de HB fueron condenados por el Tribunal Supremo y en diciembre de ese mismo año ingresaron en prisión. En HB comenzó un proceso para elegir una Mesa Nacional que sustituyera a la encarcelada que culminó el 14 de febrero de 1998. Con la designación de Joseba Permach como coordinador de la Mesa Nacional de HB, este ejerció además de coportavoz junto con Arnaldo Otegi.
En septiembre de 1998 fue uno de los representantes de HB en la firma del Pacto de Estella, que firmaron junto a otras formaciones políticas y sindicatos del País Vasco. Con la constitución de la plataforma electoral Euskal Herritarrok (EH), en la que se integró HB, y el alto el fuego de ETA, Permach perdió cierta resonancia pública, aunque siguió ejerciendo como coordinador de HB.
El 13 de junio de 1999 fue reelegido, una vez más, concejal en San Sebastián, siendo esta vez el candidato de EH a la alcaldía. Siguió ejerciendo como portavoz de la izquierda abertzale en el Ayuntamiento de San Sebastián durante seis meses más, hasta que a principios de 2000 dimitió de su puesto de concejal para centrarse en su labor al frente de la izquierda abertzale. 
En febrero de 2000 fue reelegido miembro de la Mesa Nacional de HB, repitiendo en el cargo de coordinador. El 23 de junio de 2001, HB se refunda en el nuevo partido político Batasuna y Permach fue elegido coordinador de su Mesa Nacional.

### Ilegalización de Batasuna
A mediados de 2002 Batasuna fue ilegalizada en virtud de la nueva Ley de Partidos y unos meses después, el 21 de noviembre, Permach fue procesado por un delito de pertenencia a banda armada junto con otras personas que formaban parte de la dirección de Batasuna.[cita requerida]
El 16 de enero de 2004 sustituyó a Araitz Zubimendi en el grupo parlamentario Sozialista Abertzaleak del Parlamento Vasco en el que se habían encuadrado los parlamentarios de la extinta Batasuna. Algunos medios de comunicación sugirieron que de esta forma Batasuna estaba blindando a Permach frente a las acciones legales que se estaban llevando contra él, al pasar a ser una persona aforada.
Cuando Permach dejó su cargo de parlamentario en febrero de 2005, el juez Baltasar Garzón le procesó en el marco del sumario en el que ya había procesado a otros 36 miembros de la dirección de Batasuna por «integración en banda terrorista». Según el auto de Garzón, Permach era «miembro de Ekin, estructura creada para continuar las funciones de KAS» y que «a pesar de la ilegalización de Batasuna, continuó actuando como responsable de dicha formación política». Asimismo señaló que Permach intervino en la creación de la Udalbiltza y que había participado en manifestaciones y actos de homenaje a terroristas.[cita requerida]
Aun siendo Batasuna una organización ilegal, Permach aparecía en los medios de comunicación como portavoz de dicha organización. En este sentido, fue imputado por los delitos de «reunión ilícita» y «exaltación del terrorismo», en relación con el acto que Batasuna celebró el 14 de noviembre de 2004 en el Velódromo de Anoeta para presentar una nueva propuesta política.[cita requerida]
El 25 de febrero de 2007 fue detenido en Bilbao durante unas horas tras participar en una manifestación no autorizada que acabó con disturbios. El 5 de octubre de 2007 fue nuevamente detenido, junto con otros miembros de la Mesa Nacional de Batasuna, permaneciendo en prisión preventiva hasta el 27 de marzo de 2010 en que fueron puestos en libertad bajo fianza.
En julio de 2014 fue condenado por la Audiencia Nacional a tres años de cárcel por colaboración con banda armada. Permach, junto a los demás juzgados, acusó a la Audiencia Nacional de fraude por el fallo que los condenaba. En junio de 2015 el Tribunal Supremo ratificó la condena por los delitos atribuidos, aunque redujo su tiempo a un año y diez meses de prisión.